# Aldeaseca de Alba
Aldeaseca de Alba is een gemeente in de Spaanse provincie Salamanca in de regio Castilië en León met een oppervlakte van 17,58 km². Aldeaseca de Alba telt 82 inwoners (1 januari 2016).

## Demografische ontwikkeling
Bron: INE, 1857-2011: volkstellingen